# Консервована солянка
Консерво́вана солянка — обідні консерви з капусти з додаванням інших овочів, жиру та прянощів.
Готову страву подають холодною чи гарячою.
У СРСР консервовану солянку випускали в такому асортименті:
- овочева зі свіжої капусти,
- овочева з квашеної капусти,
- овочева зі свіжої капусти зі свинячими копченостями,
- овочево-грибна зі свіжої капусти
- та овочево-грибна з квашеної капусти.

Для приготування консервованої солянки свіжу білокачанну капусту шаткують, бланшують паром, солять і витримують кілька годин до втрати пружності, а квашену капусту відділяють від розсолу. Після змішування з іншими продуктами за рецептом, солянку тушкують у закритих котлах протягом 50—70 хвилин, гарячу розфасовують у скляні або жерстяні банки, закупорюють і стерилізують.